# Petrus du Frioul
Petrus  fut duc des Lombards du Frioul (duché du Frioul) de 751 à 774.
Petrus est le successeur d'Anselme de Nonantola avec qui il fut peut-être associé. Il semble avoir eu comme successeur Rotgaud, imposé comme duc aux habitants du Frioul par Charlemagne en 774 après la soumission des villes d'Italie consécutive au siège de Pavie.
Les informations sur le duc Petrus sont très parcellaires : Paul Diacre, dans son Historia Langobardorum, évoque uniquement son accession au titre de dux lorsqu'il se réfère à la participation de son père le vaillant Munichis au grand combat perdus contre les Slaves par les Lombards du Frioul, dirigés par le duc Ferdulf. Munichis, capturé et les mains liées, réussit à tuer avec sa propre lance un Slave et à s'échapper. Selon ce même passage le frère de Petrus, Ursus (Ours) est duc d'une cité nommée Ceneda.

## Source
- Georges Tessier, Les Hommes : VIIIe siècle Charlemagne, Paris, Albin Michel, coll. « Mémorial des Siècles », 1967